# علم كبير
العلوم الكبيرة أو العلم الكبير هو مفهوم يستخدمه العلماء ومؤرخو العلوم لوصف التغيرات التي طرأت على العلوم في الدول الصناعية أثناء وبعد الحرب العالمية الثانية، حيث أصبحت الاكتشافات والمنجزات العلمية تتم عبر مشاريع ضخمة ممولة من قبل الدولة أو المؤسسات، بعد أن كانت تنجز بواسطة مجموعات صغيرة وجهود بسيطة، وسمى هذا بالعلم الصغير. ما زالت العلوم الصغيرة موجودة، حيث أن بعض النتائج النظرية التي يتوصل إليها مؤلفون منفردون، هذه النتائج قد يكون لها قيمة في الاكتشافات التي يتوصل إليها العلماء فيما بعد.

## التطوير

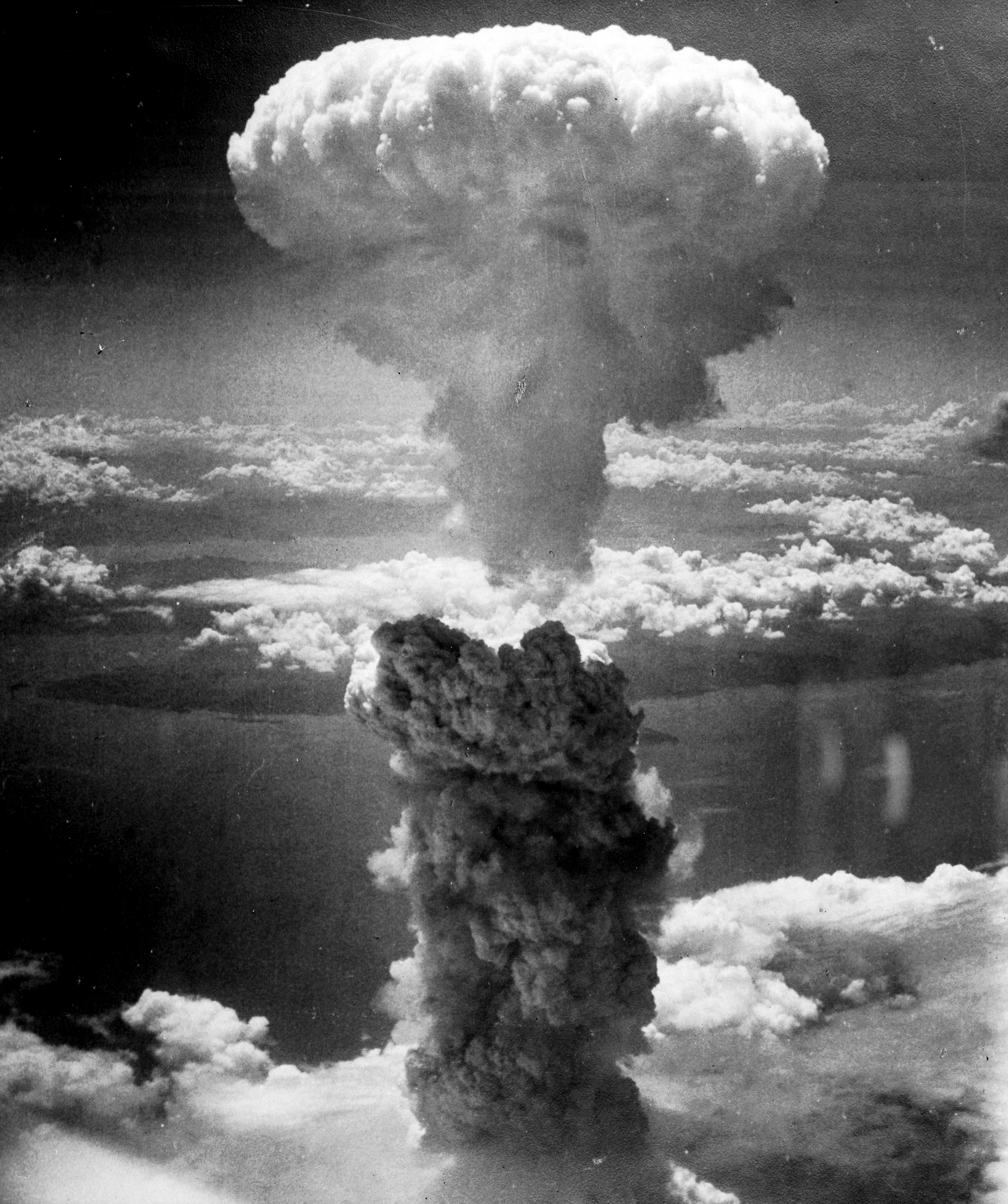
سحابة عش الغراب الذي خلفه انفجار القنبلة الذرية في ناجازاكي، طالع: الضربة النووية على هيروشيما وناجازاكي

كان وما زال للعلم والتقنية أهمية واضحة وتأثير على الحروب، وظهر هذا واضحا بعد الحرب العالمية الثانية، حيث ازداد الإنفاق العسكري على العلوم والبحث العلمي. وقد وصفت الحرب العالمية الثانية ب«حرب الفيزيائيين» للدور الذي لعبه هؤلاء العلماء في تطوير الأسلحة والآلات الحربية الجديدة، مثل: القنبلة الذرية، الرادار، وغيرها. وقد تم تطوير هذه الأسلحة في صنف جديد من المعامل الممولة من قبل الحكومة، وظف بها الآلاف من العلماء والفنيين، وأديرت هذه المعامل الكبرى بواسطة الجامعات.